# Chocolate Salty Balls
Chocolate Salty Balls — вышедший в 1999 г. сингл на основе сериала «Южный парк». В качестве исполнителя на обложке указан персонаж этого сериала — Шеф; песня на самом деле записана озвучивающим Шефа Айзеком Хейзом, знаменитым соул/фанк-исполнителем; автором песни является один из создателей «Южного парка», Трей Паркер.
Первоначально песня была «исполнена» Шефом в почти одноимённом эпизоде сериала, «Солёные шоколадные яйца Шефа». Двусмысленное название эпизода и песни на самом деле обозначает приготовленную Шефом сладость, которая, согласно серии, пользуется большим успехом в городе. Под названием «Chocolate Salty Balls (P.S. I Love You)» песня вошла на альбом Chef Aid: The South Park Album.